# 鹿島海軍航空隊

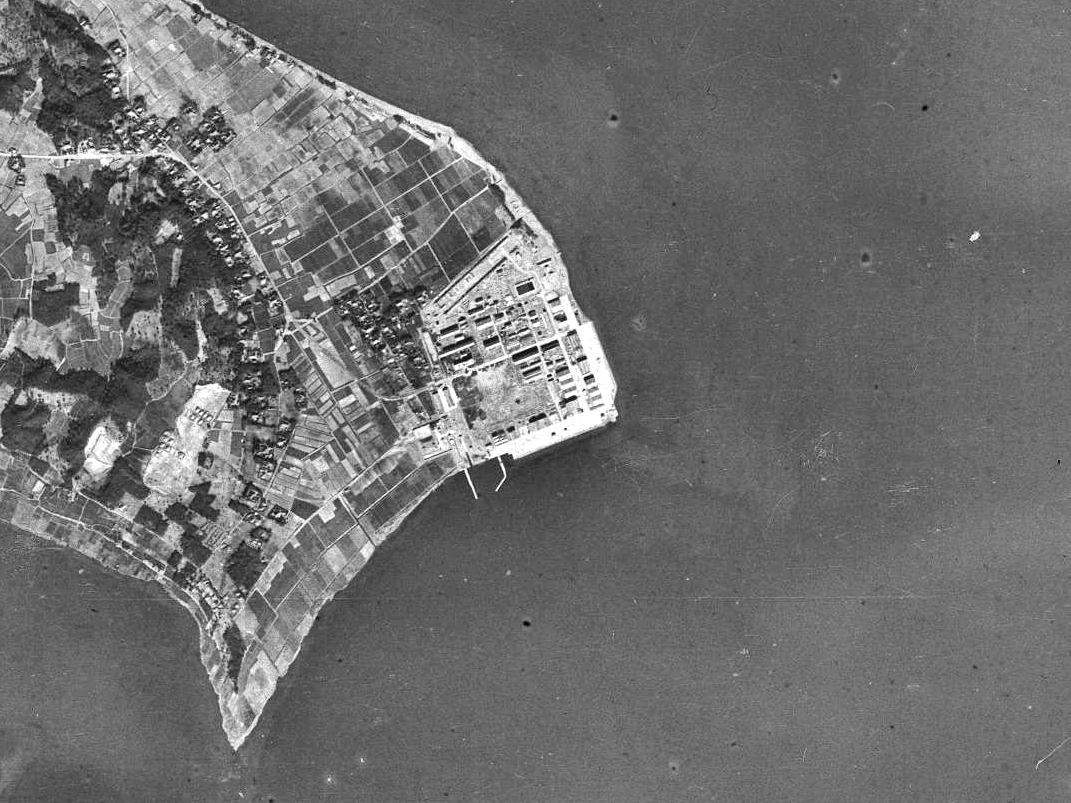
鹿島海軍航空隊跡地の空中写真（1947年）

鹿島海軍航空隊（かしまかいぐんこうくうたい）は、茨城県稲敷郡安中村大山（現・美浦村）に所在した大日本帝国海軍航空隊の部隊の一つ。主に水上機の訓練を行っていたが，太平洋戦争後期に絶対国防圏が策定されると日本本土防空部隊となった。戦争末期には特別攻撃隊を編成し，沖縄戦において特攻作戦に従事した。

## 沿革
- 1937年（昭和12年）年頃 - 仮称「安中航空隊」として軍用道路・水道の建設，水田や野原の埋め立て工事が開始
- 1938年（昭和13年）12月15日 - 鹿島海軍航空隊として開隊。
- 1941年（昭和16年）10月 - 分遣隊として現在の茨城県潮来市大生に水上機基地を設営開始（鹿島海軍航空隊北浦分遣隊）。
- 1942年（昭和17年）4月1日 - 前年より工事を行なっていた鹿島海軍航空隊北浦分遣隊を北浦海軍航空隊として独立。
- 1944年（昭和19年）12月15日-鹿島水上機基地にて六三一空開隊。瑞雲を使用し訓練を始める。
- 1945年（昭和20年）
  - 1月20日 - 六三一空が呉水上機基地に移転。
  - 5月5日 - 練習航空隊を解除。鹿島海軍航空隊北浦分遣隊となる。
  - 8月15日 - 終戦により解隊。

## 歴代司令
1. 伊澤石之介（1938年12月15日 - 1939年10月10日）[1]
2. 千田貞敏（1938年12月15日 - 1941年3月15日）[1]
3. 市來政章（1941年3月15日 - 1941年10月1日）[1]
4. 山田道行（1941年10月1日 - 1942年11月1日）[1]
5. 荒木敬吉（のち改姓により森敬吉）（1942年11月1日 - 1943年3月1日）[1]
6. 宇宿主一（1943年3月1日 - 1943年10月1日）[1]
7. 中島第三（1943年10月1日 - 1944年5月18日）[1]
8. 森田千里（1944年5月18日 - 1945年2月25日）[1]
9. 大橋富士郎（1945年2月25日 - 1945年9月15日）[1]

## 主力機種
- 九五式水上偵察機
- 二式水上戦闘機
- 九三式中間練習機（赤とんぼ）
- 零式観測機（零式練習観測機）
- 零式水上偵察機
- 瑞雲

赤とんぼ及び零観，零偵，九五水偵は訓練用として使われ，二式水戦は防空用として使われた。千葉県の香取空と協力して米軍爆撃機や戦闘機を撃墜したこともあったという。
瑞雲は主に六三一空の機体として使用されていたが，少数が鹿島空所属機として偵察・防空に従事した。

## 基地及びその現状
戦後は大部分が東京医科歯科大学附属霞ヶ浦分院となり（1946年 - 1997年）、その一部は1974年（昭和49年）に国立公害研究所（現国立環境研究所に所管替えとなった。これらの旧基地の土地のうち、2016年（平成28年）に美浦村が約4.3ヘクタールを取得。それに先立って美浦村はその南側の土地約3.3ヘクタールも取得しておりソーラーパネル用地となっている。村有地（約7.6ヘクタール）以外では、湖岸の約7.1ヘクタールが民間に払い下げられて舟艇置場や駐車場になっている。また、東側約1.5ヘクタールは国の水防拠点になっている。
鹿島海軍航空隊時代の遺構として、本部庁舎、ボイラー棟（日本最古の暖房用石炭ボイラーが現存）、発電機棟、車庫などが残存している。他の遺構として，カタパルト台座跡と水上切り発着スロープが残っている。なお，東日本大震災の影響でスロープの一部が破損したため修理が施されている。
水上戦闘機の訓練に使用されていたスロープは「大山ゲレンデ」として水上バイクの愛好家に使用されていたが、騒音やごみなどの問題が目立つようになったため、2023年7月からインターネットによる事前予約制となり駐車料を取る形で有料化されることになった。

## 大山湖畔公園
2023年7月22日に、基地敷地のうち一部を利用した鹿島海軍航空隊跡(大山湖畔公園)が開園した。本部庁舎やカタパルト跡、自動車車庫などが公開されている。
なお施設の運営はプロジェクト茨城が担っており、同じく同社によって運営される筑波海軍航空隊記念館と連携した展示も行われている。

## 尾翼の略符号
「カシ」の略符号が使われた。